# Zhang Yining
Zhang Yining (张怡宁) (Peking, 5 oktober 1982) is een Chinees tafeltennisster die in 2005 voor het eerst wereldkampioene enkelspel werd en op het WK 2009 opnieuw. Daarnaast prijken onder meer twee gouden medailles gewonnen tijdens de Olympische Zomerspelen 2004 als twee behaald op het olympisch toernooi van 2008 op haar erelijst. Twee van haar titels won de rechtshandige shakehand-speelster door opeenvolgende kampioenschappen in het olympische enkelspeltoernooi.
Yinings erelijst was in 2005 al van een dergelijke omvang dat ze werd opgenomen in de ITTF Hall of Fame.

## Sportloopbaan
Zhang Yining maakte in 2005 een eind aan de reeks van drie opeenvolgende individuele wereldtitels van haar landgenote Wang Nan. Daarvoor versloeg ze Guo Yan in de finale. Dat uitgerekend Zhang Yining de reeks van Wang Nan brak, kwam toen al niet meer als een verrassing. Door tijdens de Olympische Spelen '04 zowel het enkel- als het dubbelspeltoernooi te winnen, was haar naam in de internationale tafeltennistop gevestigd. Vier jaar later vergrootte ze haar status door tijdens het olympische toernooi '08 in eigen land in de voetsporen van haar landgenote Deng Yaping te treden. Ze werd namelijk voor de tweede opeenvolgende keer olympisch kampioene enkelspel, door in de finale Wang Nan te verslaan. Bovendien won ze wederom twee gouden medailles dat toernooi, door deze keer ook het toernooi voor landenploegen te winnen, samen met Guo Yue en Wang Nan.
Zhang Yining behaalde in januari 2003 voor het eerst de eerste plaats op de ITTF-wereldranglijst. Ze hield de positie 70 maanden onafgebroken in handen. In november 2008 zakte ze één maand naar de tweede plaats, maar in december heroverde ze haar eerste positie weer.

## Erelijst
Zhang Yinings belangrijkste overwinningen:
- Olympisch kampioene enkelspel 2004 en 2008
- Olympisch kampioene dubbelspel 2004 (met Wang Nan)
- Olympisch kampioene landenploegen 2008 (met Guo Yue en Wang Nan)
- Wereldkampioene enkelspel 2005 en 2009 (zilver in 1999, 2003)
- Wereldkampioene dubbelspel 2003, 2005, 2007 (allen met Wang Nan)
- Wereldkampioene landenploegen 2000, 2001, 2004, 2006, 2008
- Winnares World Cup enkelspel 2001, 2002, 2004, 2005
- Winnares World Cup landenploegen 2007

ITTF Pro Tour:
Enkelspel:
- Winnares ITTF Pro Tour Grand Final enkelspel 2000, 2002, 2005 en 2006
- Winnares Maleisië Open 1998
- Winnares Italië Open 1998
- Winnares Polen Open 2000 en 2002
- Winnares Zweden Open 2000 en 2003
- Winnares Amerika Open 2002
- Winnares Denemarken Open 2002 en 2003
- Winnares Kroatië Open 2003
- Winnares China Open 2003, 2004, 2006, 2007 en 2008
- Winnares Duitsland Open 2003
- Winnares Korea Open 2004
- Winnares Singapore Open 2004 en 2006
- Winnares Japan Open 2004, 2005 en 2008
- Winnares Qatar Open 2005, 2006, 2008 en 2009
- Winnares Oostenrijk Open 2007
- Winnares Frankrijk Open 2007
- Winnares Koeweit Open 2008

Dubbelspel:
- Winnares ITTF Pro Tour Grand Final dubbelspel 2004 en 2006 (beide met Wang Nan)
- Winnares Maleisië Open 1998 (met Wang Chen)
- Winnares Polen Open 2000 (?) en 2002 (met Li Nan)
- Winnares Amerika Open 2002 (met Li Nan)
- Winnares Denemarken Open 2002 (met Li Nan)
- Winnares Kroatië Open 2003 (met Wang Nan) en 2006 (met Li Nan)
- Winnares Duitsland Open 2003 (met Wang Nan)
- Winnares Korea Open 2004 (met Wang Nan)
- Winnares China Open 2004 (met Wang Nan), 2005 (met Guo Yue) en 2006 (met Wang Nan)
- Winnares Qatar Open 2006 (met Wang Nan), 2008 en 2009 (beide met Guo Yue)
- Winnares Koeweit Open 2006 (met Wang Nan), 2007 (met Li Xiaoxia), 2008 (met Wang Nan) en 2009 (met Guo Yue)
- Winnares Singapore Open 2006 (met Wang Nan)
- Winnares Slovenië Open 2007 (met Guo Yan)